# オクラホマ大学
オクラホマ大学（University of Oklahoma）は、アメリカ合衆国オクラホマ州のノーマンにある州立大学。オクラホマシティ郊外に位置している。オクラホマ州の旗艦大学であり、物理学、哲学、宗教学、政治学、看護学などの分野で高い評価を受けている。2022年秋現在、28,840人の生徒が在学している。約3,000人の教員を採用し、大学内には152の学士課程プログラム、160の修士課程プログラム、75の博士課程プログラム、そして第一級専門職レベルの20のプログラムを提供している。元米国議員、オクラホマ州知事を歴任したDavid Lyle Borenは1994年以降この大学の総長を務めている。
オクラホマ大学はオクラホマ州最大規模の総合研究大学である。当大学は国家優秀奨学生の入学時の全米の公立大学のランキングで上位にランクされている。カーネギー教育振興財団は「非常に高い研究活動」を持つ全米のトップ校 (Tier1)の大学として分類している。PC MagazineとPrinceton Reviewは過去に二回「全米で20の最も有望な大学」の1つと評価している。
スポーツプログラムでも有名であり、 NCAA Division I National Football Championshipsを7回受賞。 野球ではNCAA全国大会2回、2000年、2013年、2016年に全国選手権で優勝した。 体操では2002年から全国選手権で4回優勝し、 アメリカンフットボールではDivision I -FBSチームが、1936年にAP Pollが導入されて以来 、また1998年にBCSシステムの開始以来、4回のBCSナショナルチャンピオンシップの試合でプレーしている。

## キャンパス
ノーマンキャンパスには、フランス印象派と先住アメリカ美術を専門とするフレッド・ジョーンズ・ジュニア博物館とオクラホマの自然史を専門とするサム・ノーブル・オクラホマ自然史博物館がある。

## スポーツ
オクラホマ大学のスポーツ・チームは、オクラホマ州の初期の開拓者の呼び名に因んでスーナーズ(Sooners)と呼ばれ、NCAAのディビジョンI（フットボールはディビジョンI-A）のビッグ12カンファレンス南地区に属している。特に、カレッジ・フットボールでは強豪として知られており、これまで7度にわたりナショナル・チャンピオンとなっている。8万人以上収容するフットボール専用スタジアムをキャンパス内に持つ。ライバル校はテキサス大学オースティン校とオクラホマ州立大学で、特に強豪テキサス大学戦は学生、教職員のみならず、町や州全体が盛り上がる。
スポーツチームのユニフォームカラーはえんじとクリーム（Crimzon & Cream）。ちなみに、提携している立命館大学アメリカンフットボールチームも同色のユニフォームである。

## 特徴
- USニューズ&ワールド・レポートによると、全米の州立大学ではトップ50のランキングに位置づけられている。

- USニューズ&ワールド・レポートによると、全米の大学ではトップ100のランキングに常に位置づけられている。
- USニューズ&ワールド・レポートの世界ランキングでは早稲田大学、慶應大学を上回る。

## 卒業生
- フレッド・ヘイズ - アポロ13号 宇宙飛行士
- シャノン・ルシッド - 宇宙飛行士
- ジェームス・アラン - 宇宙飛行士
- 崔世安 - マカオ特別行政区行政長官
- ランドール・スティーブンソン - AT&T Inc代表取締役
- スナサ・マルティス - 政治家
- C・J・チェリイ - 作家
- グレゴリー・ベンフォード - 作家
- ロス・トーマス - 作家
- ジェームズ・ガーナー - 俳優
- エド・ハリス - 俳優
- 榊原千絵 - 地理学者
- マーク・シュルツ - レスリング選手、総合格闘家
- グレッグ・ダブス - メジャーリーガー
- ギャレット・リチャーズ - メジャーリーガー
- リーロイ・セルモン - プロフットボール選手
- エイドリアン・ピーターソン - プロフットボール選手
- ベイカー・メイフィールド - プロフットボール選手
- カイラー・マレー - プロフットボール選手
- ベン・ブルース・ブレイクニー - 陸軍少佐、東京裁判におけるアメリカ側弁護団の一員
- ジム・ロス - アナウンサー
- スティーブ・ウィリアムス - プロレスラー
- ジャック・スワガー - プロレスラー
- エドアルド・ナヘラ - バスケットボール選手
- ブレイク・グリフィン - バスケットボール選手
- ランディ・バース - 元プロ野球選手(阪神タイガースOB)、政治家
- シェルドン・ノイジー - プロ野球選手(阪神タイガース所属)